# Kasteel van Orgeval
Het Kasteel van Orgeval (Frans: Château d'Orgeval) is een kasteel in de Franse gemeente Villemoisson-sur-Orge.